# 서유기 (1982년 드라마)
《서유기》(중국어 정체자: 西遊記, 병음: Xī yóu jì 시여우지[*])는 중국의 텔레비전 드라마이다. 오승은의 《서유기》를 원작으로 한다.

## 등장 인물

### 제1부
제1화
- 류샤오링퉁(六小齡童) - 손오공 역
- 마더화(馬德華) - 백모후 역
- 샹한(項漢) - 말후 역
- 장위산(章玉善) - 옥황대제 역
- 옌화이리(閻懷禮) - 천리안 역
- 샹한 - 순풍이 역
- 관윈제(關雲階) - 수보리 역
- 뱨춘샹(白春香) - 동자 역
- 리렌이(李連義) - 접대원 역
- 리융괴(李永貴) - 주인 역

제2화
- 린즈치안(林志謙) - 혼세마왕 역
- 왕중신(王忠信) - 태백금성 역
- 리시징(李西京) - 동해용왕 역
- 옌화이리, 왕푸탕(王夫棠) - 우마왕 역
- 류장(劉江) - 염마 역
- 완푸샹(萬馥香) - 서왕모 역
- 첸융캉(錢永康) - 거영신 역
- 마더화 - 천봉원수 역
- 왕즈산(王志善) - 무곡성군 역
- 한산수(韓善續) - 독각귀왕 역
- 왕위리(王玉立) - 탁탑천왕 역

제3화
- 아이진메이(艾金梅), 양빈(楊斌) - 나타 역
- 안윈우(安雲武) - 복성 역
- 리룬성(李潤生) - 록성 역
- 양위장(楊玉章) - 수성 역
- 주빙치안(朱秉謙) - 태을진인 역
- 자오촨(趙權), 예이멍(葉以萌) - 문수보살 역
- 치자오펭(遲兆朋) - 보현보살 역
- 궈위(郭威), 런펑포(任鳳坡) - 영길보살 역
- 장징디(張京棣) - 선학 역
- 왕쉐친(王學勤)등 - 선여 역
- 치겐수(靳根戌) - 적각대선 역
- 정룽(鄭榕), 옌화이리 - 태상노군 역
- 우괴링(吳桂苓) - 진원대선 역
- 리젠청(李建成) - 증장천왕 역
- 샹한 - 다문천왕 역
- 린즈치안 - 광목천왕 역
- 쭤다펀(左大玢) - 관세음보살 역
- 린즈치안 - 이랑진군 역
- 쉬칭(許晴) - 동자 역

제4화
- 리젠청 - 마하가섭 역
- 샹한 - 아난다 역
- 주룽광 - 여래 역
- 추페이닝(邱佩寧) - 항아 역
- 쉬사오화(徐少華), 왕웨(汪粵), 치중루이(遲重瑞) - 당승 역
- 마란(馬蘭) - 당승의 어머니
- 한산수 - 유홍 역
- 장즈밍(張志明) - 당태종역

제5화
- 쉬촨 - 유백흠 역
- 한산수 - 노인 역

- 허이(何義) - 소년 역
- 마더화, 샹한, 허이(何易), 리룬성, 리렌원(李連文),양빈 등 - 강도 역
- 리룽빈,위웨제 - 구두충 역
- 왕보자오 - 백용 역

제6화
- 쳉지(程之) - 금지장로 역
- 리융괴 - 광지 역
- 쳉웨이빙(程偉兵) - 뱀 역
- 샹한 - 흑곰 역

제7화
- 콩루이(孔芮) - 고태공 역
- 가오위첸(高玉倩) - 고노태 역
- 샹한 - 고재 역
- 웨이후이리(魏慧麗) - 취란 역
- 마더화 - 저팔계 역

제8화
- 장지데 - 호랑이 역
- 궈자칭(郭家慶) - 족제비 역
- 순펑친 - 귀부인 역
- 수예(許曄) - 선여 역
- 옌화이리 - 사승 역
- 양빈 - 목타 역
- 선후이펀(沈慧芬) - 진진 역
- 양펑이(楊鳳一) - 애애 역
- 허칭(何晴) - 연연 역

제9화
- 왕양(王羊) - 명월 역
- 차이린(蔡林) - 청풍 역

제10화
- 양춘샤(楊春霞) - 백골부인 역
- 추비창(邱必昌) - 여우 역
- 리젠렌이(李建義), 리룬성 - 해골 역
- 양준(楊俊) - 소녀 역
- 류후이민(劉惠敏) - 노부인 역
- 황퓌(黃斐) - 노인 역

제11화
- 런펑포 - 규목랑 역
- 한펑샤(韓鳳霞), 리훙창(李鴻昌) - 여우 역
- 구란(顧嵐) - 보상국왕 역
- 류빈 - 공주 역
- 런원전(任文堅) - 백용말 역

제12화
- 처샤오통(車曉彤) - 금각대왕 역
- 궈소우양(郭壽陽)- 은각대왕 역
- 류샤오링퉁 - 구미호 역

제13화
- 러밍(雷鳴) - 오계국왕 역
- 샹메이 - 오계왕후 역
- 왕하이닝- 왕자 역
- 텡텡 - 동자 역
- 둥훙린(董洪林) - 사자 역
- 치중루이 - 우물용왕 역

제14화
- 자오신페이(趙欣培) - 홍해아 역

제15화
- 자오위수오(趙玉秀) - 차지국왕 역
- 자오리룽(趙麗蓉) - 차지왕후 역
- 류친(劉勤) - 호력대선 역
- 차이위거(蔡渝歌) - 양력대선 역
- 쩡거(曾革) - 녹력대선 역

제16화
- 주린(朱琳) - 서양여자국의 왕 역
- 양귀샹(楊桂香) - 태사 역
- 리윈좐(李雲鵑) - 비파정/전갈 역
- 왕더린(王德林) - 여의진선 역

제17화
- 왕펑샤(王鳳霞) - 철선공주 역
- 정이핑(鄭益萍) - 옥면여우 역

제18화
- 진강 - 제새국왕 역
- 리펑춘(李鳳春), 리즈이(李志毅),등 - 승려 역
- 리젠청 - 가물치 역
- 가오바오중(高保仲) - 메기 역
- 자오바오차이(趙保才) - 만성용왕 역
- 장칭(張靑) - 만성용여 역

제19화
- 왕링화(王苓華) - 행선/살구선녀 역
- 예이멍 - 능공자/편백 역
- 예빙(野氷) - 십팔공/소나무 역
- 차오둬(曹鐸) - 고직공/측백나무,황미노불 역
- 리진수이(李金水) - 적신귀/단풍 역
- 리톄펑(李鐵峯) - 불운수/대나무 역
- 톄뉴(鐵牛) - 미륵보살, 농민 역

제20화
- 궁밍(龔鳴) - 주자왕 역
- 잔핑핑(詹萍萍) - 금성궁마마 역
- 왕런(王仁) - 새태세 역
- 저우차이리(周財利) - 유래유거 역
- 한타오(韓韜) - 자양진인 역

제21화
- 야오자(姚嘉), 류첸(劉倩), 두샹후이(杜向惠), 양쑤(楊肅), 아즈스마(阿芝詩瑪), 뤼하이위(呂海玉), 류린(劉琳) - 지주정/거미 역
- 리훙창 - 도사/지네 역
- 리엔치 - 노부인 역

제22화
- 창칭(常靑)- 지용부인/백모노쥐 역
- 우탕(吳棠)- 주지승려 역
- 왕제(王捷), 리즈슝(李志雄)등 - 승려 역
- 위쉐메이(于雪梅), 장슈화(姜秀華) - 소녀 역

제23화
- 니거무투(尼格木圖) - 흠법/옥화왕 역
- 양위민(楊玉敏) - 흠법/옥화왕후 역
- 장양(張楊), 예이멍, 양빈 - 왕자 역
- 사제,허이 - 조찬고괴/고괴조찬, 회색늑대 역
- 샹한 - 사자 역
- 리젠청 - 구영원성 역

제24화
- 왕통(王瞳) - 천축의 왕 역
- 위훙(于虹) - 천축의 왕후 역
- 리링위(李玲玉) - 천축의 공주, 토끼 역
- 추페이닝 - 태음성군 역

제25화
- 왕시중(王希鐘) - 금정대선 역

### 제2부
제1화
- 쉬사오화, 치중루이 - 당승 역
- 류샤오링퉁 - 손오공 역
- 추이징푸(崔景富) - 저팔계 역
- 류다강(劉大剛) - 사승 역
- 장즈밍 - 당태종역
- 왕리민(王立敏) - 영감대왕 역
- 지위(姬玉) - 어여 역

제2화
- 쭤다펀 - 관세음보살 역
- 장펀(張芬) - 목타 역
- 란파칭(蘭法慶) - 노원 역
- 장바오홍(姜豹洪)등 - 강도 역
- 양싱이(楊興儀) - 노부인의 며느리 역
- 장쉐친(張學勤)등 - 노부인 역

제3화
- 류샤오링퉁 - 육이미후 역
- 장바오홍 - 말후 역
- 왕웨이궈(王衛國) - 옥황대제 역

제4화
- 추이징푸 - 동해용왕 역
- 정룽 - 태상노군 역
- 주룽광 - 여래 역
- 류장 - 염마 역
- 지아스토우(賈石頭) - 사자 역
- 왕웨이궈 - 코끼리 역
- 주단 - 까치 역
- 진차오차오(金巧巧) - 공작공주/공작명왕 역

제5화
제6화
- 궈준 (郭軍)- 대붕 역
- 류다강 - 북해용왕 역
- 안야핑(安亞平) - 타용 역

제7화
- 치궈동(遲國棟) - 서해용왕 역
- 리훙타오(李洪濤) - 경수용왕 역
- 리훙창 - 어부 역
- 저우정(周正) - 원수성 역
- 차오룽(曹榮) - 마앙태자 역

제8화
- 리훙타오 - 독각시대왕 역

제9화
- 정룽 - 태상노군 역
- 탄퓌링(譚非翎) - 봉선의 군후 역
- 제웨룽 - 군후의 아내
- 진류이(金六一) - 노인 역

제10화
- 우수잉(吳素英) - 여자 역
- 사린(沙林) - 풍신 역
- 장단단 - 전신 역

제11화
- 보훙(博弘) - 뱀 역
- 우즈용(武志勇) - 남산대왕/표범 역
- 정잉(鄭英) - 나무꾼의 아내 역

제12화
- 위완링(于萬玲) - 노부인 역

제13화
- 리훙창 - 역관 역
- 왕잉(王鷹) - 비구국왕 역
- 위멩(虞夢) - 미후/여우 역
- 초우용리(仇永力) - 사슴 역

제14화
- 차이광칭(蔡廣慶) - 구원외 역
- 왕메이훙(王美虹) - 둘째부인 역
- 왕샤(王霞) - 딸 역
- 수신(束薪) - 사위 역
- 천젠(陳健) - 집사 역

제15화
- 황중뤄(黃宗洛) - 강곤삼자사 역

제16화
- 천다중(陳大中) - 벽한대왕 역
- 자오이(趙毅) - 벽서대왕 역
- 차이위거 - 벽진대왕 역
- 류단 - 서해용여 역

## 성우
- 마더화
- 리양
- 리시훙
- 리포
- 왕위리
- 슈중디(修宗迪)
- 장한위

## 명소

### 제1부
제1화
- 황과수폭포
- 파월동굴
- 어메이산
- 칭청산

제4화
- 석림

제7화
- 십홀원

제8화
- 장강삼협

제9화
- 칭청산

제10화
- 장가계
- 파월동굴

제11화
- 석림

제12화
- 석림
- 파월동굴

제17화
- 투루판

제18화
- 윈강 석굴
- 비홍탑

제21화
- 주자이거우
- 두장옌

제24화
- 방콕

제25화
- 방콕

## 에피소드

### 제1부
제3화
- 《대성가》

제4화
- 《오백년상전창해》

제24화
- 《천축소녀》

제25화
- 《취경귀래》

### 제2부
제5화
- 《반군상개화일개》

## 같이 보기
- 서유기외전